# جمعية كشافة غواتيمالا
جمعية كشافة غواتيمالا هي المنظمة الكشفية الوطنية في غواتيمالا. تأسست الحركة الكشفية في غواتيمالا في عام 1920 وأصبحت عضوا في المنظمة العالمية للحركة الكشفية في عام 1930. وتضم الجمعية 6020 عضوا (اعتبارا من 2011).
في عام 1974، تم منح البروفيسور أرماندو غالفيز جيم وسام الذئب البرونزي.
جمعية الكشافة مفتوحة لجميع الشباب من الفتيان والفتيات. هدفها هو تشجيع الأنشطة الثقافية والمدنية والإيجابية و رفع المعايير الأخلاقية من خلال برامج تعليمية خارج نطاق المدرسة.